# Procédé Shawinigan
Le procédé Shawinigan, appelé aussi procédé fluohmique, est un procédé chimique pour la fabrication de l'acide cyanhydrique développé par la société canadienne Shawinigan Chemicals en 1960,.
Le procédé est légèrement différent du procédé Andrussow ou du procédé BMA : l'ammoniaque réagit avec un mélange d'hydrocarbures, principalement du propane, dans un lit fluidisé de particules de coke vers 1 300 à 1 600 °C. Le lit fluidisé est chauffé électriquement par des électrodes en graphite immergées dans le mélange gaz-particules.
{\displaystyle C_{3}H_{8}+3NH_{3}\rightarrow 3HCN+7H_{2}}
Aucun catalyseur n'est employé. Les réactifs n'ayant pas réagi sont décomposés, ce qui permet de réduire la quantité d'ammoniaque à séparer du mélange réactionnel. Les particules de coke sont séparés du mélange dans un séparateur cyclonique, puis le gaz est refroidi et passe dans une colonne d'absorption où l'acide cyanhydrique est séparé par absorption dans de l'eau avant rectification. Les particules de coke sont recyclés après tamisage (la taille de ces particules est un important facteur de contrôle du procédé).
La conversion des hydrocarbures est supérieure à 90 %, mais l'importante consommation électrique ne rend ce procédé intéressant que dans des lieux où le prix de l'électricité est bas.